# Lúcio Valério Messala Trásea Prisco
Lúcio Valério Messala Trásea Prisco (em latim: Lucius Valerius Messalla Thrasea Priscus; c. 156 - c. 212) foi um senador romano nomeado cônsul em 196.

## Biografia

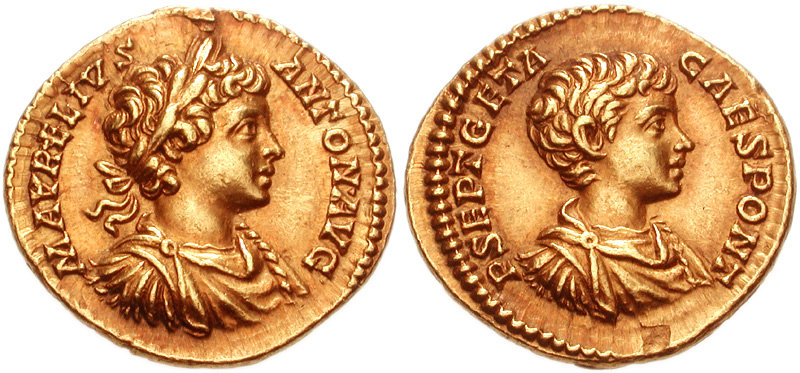
Áureo de Caracala r. com Geta como césar

Trásea Prisco, um membro do século II da gente Valéria, era possivelmente filho de Lúcio Valério Messala Trásea Publícola Helvídio Prisco, que pode ter servido como pretor designado (praetor designatus). Em 196, foi cônsul posterior junto com Caio Domício Dexter. Acredita-se que em cerca de 198, foi curador dos aquedutos (curator aquarum) em Roma.
Ele pode ter sido partidário de Públio Septímio Geta (r. 209–211), o rival imperial do imperador Caracala (r. 198–217). Especula-se que Trásea Prisco casou-se com Célia Balbina, possivelmente a filha de Marco Aquílio Célio Apolinário, e um parente próximo do futuro imperador Balbino (r. 238). Acredita-se que Trásea Prisco teve um filho, Lúcio Valério Messala, que foi cônsul em 214.

## Linhagem
| Linhagem de Lúcio Vipstano Messala |
| --- |
| - Lúcio Vipstano Messala, orador (c. 45 – c. 80) - Lúcio Vipstano Messala, cônsul em 115 (c. 75 – depois de 115) - Lúcio Vipstano Cláudio Poplícola Messala (c. 105 – depois de 140) - Lúcio Valério Messala Trásea Prisco, cônsul em 196 (c. 156 – c. 212) - Lúcio Valério Messala Apolinário, cônsul em 214 (? – ?) - Lúcio Valério Cláudio Acílio Prisciliano Máximo, cônsul em 256 (? – ?) - Lúcio Valério Poplícola Balbino Máximo, cônsul em 253 (? – ?) - Lúcio Valério Messala, cônsul em 280 (? – ?) - Lúcio Valério Máximo Basílio, prefeito urbano de Roma em 319 (? – ?) - Lúcio Valério Máximo Basílio, cônsul em 327 (? – ?) - Lúcio Valério Setímio Basso, prefeito urbano de Roma em 379 ou 383 (c. 328 – depois de 379 ou 383) - Valério Adelfo Basso (c. 360 – depois de 383) - Valério Adelfo (nascido c. 385) - Adélfia (c. 410 – depois de 459) - Valério Máximo Basílio, prefeito urbano de Roma em 361 (c. 330 – depois de 364) - Valério Publicola (? – ?) - Melânia, a Jovem, santa cristã (c. 383 – 31 de dezembro de 439) - Dois filhos, morreram jovens - Outros dois filhos - Valéria (? – ?), não se sabe se teve filhos |